# Visconde do Real Agrado
Visconde do Real Agrado é um título nobiliárquico criado por D. Maria I de Portugal, por Decreto de 13 de Maio de 1810, em favor de Joana Rita de Lacerda Castelo Branco, antes 1.ª Baronesa do Real Agrado.
Titulares
1. Joana Rita de Lacerda Castelo Branco, 1.ª Baronesa e 1.ª Viscondessa do Real Agrado;
2. Inácio Xavier de Seixas Lemos Castelo Branco, 2.° Barão e 2.° Visconde do Real Agrado;
3. Francisco Xavier de Seixas Lemos Castelo Branco, 3.° Visconde do Real Agrado.

Após a Implantação da República Portuguesa, e com o fim do sistema nobiliárquico, usou o título: 
1. Maria João Gonzaga Ribeiro de Lemos, 4.ª Viscondessa do Real Agrado.